# Helga i Pilanna
Helga i Pilanna, död på Sötången på Tjörn 27 januari 1672, var en svensk landbonde och fiskare. Hon är en av de mest uppmärksammade offren för häxprocesserna under Det stora oväsendet 1668–76. Hon har tillskrivits flera olika namn, så som till exempel Hollands-Kerstin. 
I Ruth Larssons En trollkona skall du icke låta leva (1975) utpekas hon som bäraren av epitetet Kapten Elin, men i själva verket bars dock detta epitet av Elin i Mofikerud, en av de åtalade under Häxprocessen i Södra Ny år 1720.

## Bakgrund
Helga i Pilanna var en landbonde under den dansk-norska adelsdamen Margareta Huitfeldt i Klövedals socken på Tjörn i Bohuslän. 
Efter sin makes död hade hon inte lämnat sin gård, så som andra barnlösa bondeänkor utan söner brukade göra, utan i stället själv fortsatt att driva den och fullgöra sina skyldigheter som husbonde. 
Hon var också en fiskare och skötte själv sin fiskebåt. Även denna verksamhet hade hon övertagit efter maken. Hon beskrivs som duglig inom båda dessa yrken. 
Helga i Pilanna uppfattades också som provocerande "manhaftig". Hon brukade gå klädd i byxor. Detta förekom visserligen bland kvinnor inom kustbygdens fiskarbefolkning, men andra kvinnor bar som regel endast byxor dolda under kjolarna ute med båten, medan Helga bar dem fullt synliga till vardags, utan att dölja dem under en kjol. Detta upplevdes som provocerande.
Helga tycks ha varit inblandad i en konflikt eller fejd med godsägaren Margareta Huitfeldt, en av de rikaste kvinnorna i Skandinavien. Vid denna tidpunkt var Margareta Huitfeldt inflytelserik hos den nya svenska övermakten efter att ha testamenterat alla sina tillgångar till Göteborgs gymnasium, vilket bidrog till försvenskningen av Bohuslän, som hade blivit svenskt först 1658. Margareta Huitfeldt tros själv ha burit byxor till häst, en sed som var vanlig bland adliga kvinnor, men frågan om just byxorna var en av de viktigaste i häxerimålet mot Helga. Byxor var ett tecken på auktoritet och manlig status. Något skäl till varför Huitfeldt ogillade Helga nämns inte, men antipatin tros ha medverkat till att Helga dömdes som skyldig i häxprocessen, även om Huitfeldt själv aldrig deltog aktivt i förföljelsen.

## Rättegång
Helga angavs för trolldom av Malin på Herrön, som angav flera personer för trolldom då hon underkastades tortyr under sin egen rättegång för häxeri. 
Helga sades ha misstänkt god fiskelycka. Hon fördes inför rätta. Rätten påpekade att alla de övriga som angetts av Malin hade varit skyldiga. Hon anklagades också för att ha gett kvinnor smärtstillande vid förlossning, och för att ha legat ihjäl sitt eget barn. Hon förnekade allt och utsattes för vattenprovet. Hon misslyckades med vatten provet, då hon enligt beskrivning "flöt som en gås": 
"In fördes så Helga i Pilanna, som desslikes blev examinerad och förhörd om hon kunde någon trolldom eller varit på något Satans möte. Eftersom trollkonan Malin på Härrön henne utlagt hade. Vartill Helga svarade sig alldeles vara oskyldig, och sade att sådant lärde hon aldrig. Förmenade därhos, att det icke skulle vara hon som de bekänt uppå, utan en annan Helga i Pilanna. Ty frågades henne, om hon vet någon annan som heter Helga i Pilanna, men svarade hon nej. Häradshövdingen Dragman uppläste av sitt förrige protokoll, att 3 ärlige personer haver varit på häradstinget som efter avlagd ed betygat hava, att de var hos Malin på Härrön vid hennes dödsstund då Malin uppå deras tillfrågan svarade och sade, att alla de hon haver bekänt uppå, och vad hon haver sagt, är sannfärdigt. Däribland var ock Helga i Pilanna nämnder.
Eftersom nu såväl som tillförne nogsamt var beprövat att alla de personer som Malin på Härrön utlagt för trolldom, hava därtill varit brottsliga. Och så många som hava varit på vattnet prövade, äro flytande befunna. Denna Helga ock hade ont rykte, särdeles av sin Fru och Herrskap, som henne högeligen misstänkte. Ty blev resolverat, att också Helga prövas och försökas skulle på vattnet. Blevo Rangela i Lösbo och Helga i Pilanna flottade. Rangela flöt då bunden som en Gås. Men protesterade, att hon hade icke flutit om hon hade varit lös. Varför hon vart lös given till händer och fötter, då hon likväl flöt, till alla åskådares förundran. Kunde heller icke huru länge hon i vattnet var, något vatten som Christen människa indricka.
I lika måtto flöt ock Helga i Pilanna som en Gås." 

## Bekännelser
Sedan Helga hade misslyckats med vattenprovet och ändå fortsatte att neka till anklagelserna, utsattes hon för tortyr. Under tortyr avlade hon sin bekännelse. Hon bekände att hon hade lärt sig trolldom av Börta Krämars, som gav henne en dryck, som hon drack i Satans namn. De hade sedan begett sig av på en fölunge till häxsabbat på en hed i Stenkyrka socken på Tjörn, där hon hade låtit sig inskrivas i Satans bok av en demon. Helga hade sedan lovat hata Gud och att älska och frukta Satan, som i utbyte skulle uppfylla hennes böner.  
Hon angav sedan Peder Larsson och Giertru Corporals, Glanan, Marit Byskrifwars, Karin Klockars, Malin Ruthz, och Malin Ruthz som medbrottslingar: 
"Samma dag ställdes åter Helga i Pilanna för rätten efter hon hade otvungen utlåtit sig vilja bekänna sanningen, och nu efter trägen och flitig förmaning gjorde således sin bekännelse och tillstod, det hon tillförne för Gustaf Farther begynt att bekänna. Sägandes sig varit på Stenkyrka Hed i Satans möte, och därtill blev hon förförd av Börta Crämars, som kom till henne och lockade henne till denna villfarelsen. Sägande Börta till Helga: "Kom och fölg mig ett Stöcke södher åth landet". Och eftersom en kvinna snart är övertalt gjorde hon ock sällskap. Men huru hon kom dit visste hon icke. En stor skara var där emellertid församlad på Stenkyrka Hed, och Satan gick där ibland dem som en stor man, och skänkte dem vin och dryck. Som henne tycktes, såg hon Malin på Härrön, Peder Larsson och Giertru Corporals där.
Sedan sade Helga, att Börta flydde henne det hon for till mötet på; det var ett Creatur, hon tyckte liknade en fölunge, som hon menar att hon ock red hem på igen. - När Helga förehölls, att hon icke kunde komma till samma möte med mindre än hon hade först gjort förbund med Satan, sade Helga, att Börta Crämars kom henne till hjälp, och bad henne följa sig söderut.Hon ville på möte, hon som de andre. När henne tillspordes, om Börta sade ifrån, vilken som skulle hålla samma möte, svarade Helga: "Dhet måtte warit Rämmen", och han lovade uppehålla henne med vad hon behövde. Förrän hon reste bort med Börta fick hon litet dricka av henne. Vad Börta då sade hörde Helga inte. Men sedan sade Helga att Börta "stod och puttade", och bade henne dricka i Satans namn. Drycken smakade som annat skarn eller vatten. En djävul gick ibland dem på mötet. Han spelade på en fedla. Och var detta möte vid påsketid. Förr eller senare har han Helga icke varit på något möte, men den tiden blev hon inskriven av en ledare, som såg ut som "een Stoor man Kulladher". Fölungen hon red på var sadlad, hon red ej skrevsle. Under tiden hon var på mötet blev den gående där hos henne. Med bläck blev hon inskriven i Satans register, och han ville hava henne till tjänst. Börta bad henne att tjäna honom, läsa och låtsas som om hon fruktade Gud, men ej hava någon mening därmed. Den dricken Börta gav henne drack hon i Satans namn. Mot att hon lovade älska och frukta Satan lovade han att skaffa henne vad hon ville hava, men, sade Helga, det ljög han. Börta låg neder under fölet, och som hon mente, smorde hon det. Men hurudan smörjan var, visste Helga intet; den var i ett krus. Helga spordes vilka flera de voro som var på samma möte. Hon sade det var för många av de Marstrands kvinnor, hon kunde intet så känna dem. Dock nämnde hon Glanan, Marit Byskrifwars och Karin Klockars, Malin Ruthz, som hon tyckte var där, och Ingebor Slaktars dotter som var brud på Skantzen. Kvinnor voro ock med från Tiörn på Stenkyrkamötet. Hon svor vid Gud, att hon ock kände igen Malin Ruthz på detta gillet. Därmed fick Helga avträda efter hon nekade sig intet mera veta att bekänna."

## Dom och avrättning
Helga dömdes som skyldig till anklagelserna, och för att ha deltagit i en häxsabbat och försvurit sig till Satan, på sin egen bekännelse och sedan hon hade misslyckats med vattenprovet, och mottog domen att halshuggas och brännas: 
"IV Helgia i Pilanna. Rationes pro Sententia.
1) Helgia i Pilanna varit utlagder av trollkonan Malin på Härön för att kunna trolldom.
2) Haver hon flutit på vattnet såsom en gås. 
3) Efter provet frivilligen bekänt sig hava lärt trolldom av Börta Krämars, som gav henne en drick, den hon drack i Satans namn. Haver redet till Satans möte på en fölunge och där låtit sig inskrivas av en Dieful i Satans bok. Haver ock låtit sig lära av Börta förakta Guds ord och haver ingen mening med Guds ords hörande. 
4) Kändes ock Helgia vid att hava lovat Satan att vilja älska och frukta honom och hata Gud. Däremot han lovat att själv skola skaffa henne vad hon vill hava.
Varföre dömes Helgia för sådant förbemält med Satan förövat att avlivas och i båle brännas.
Belangende Helga i Pilanna, så är hon: 
1) Utlagd av Malin på Härrön, som det i dödsstunden påstått. 
2 ) Haver hon under provandet på vattnet flutit som en gås. 
3) Efter provet frivilligen bekänt sig lärt trolldom av Börta Krämars genom att ha druckit i Satans namn. 
4) Ridit till Satans möte på en fölunge. 
5) Låtit sig där inskriva i Satans bok. 
6) Har ock låtit sig lära av Börta att hava ingen mening med Guds ords hörande. 
7) Lovat Satan att älska och frukta honom och hata Gud, sedermera även lovat att skaffa honom vad han ville hava. 
Varför bliver Commissorial Rättens dom över Helga i Pilanna fällder, här med adproberad och gillad, varefter hon med det första skall halshuggas och i båle brännas."
Hon var en av de åtta personer som den 27 januari 1672 avrättades på Sötången på Tjörn, då Malin Ruths, Pär Madzen från Mollesund, Ragnelle från Lösbo, Kjerstin Swen Sneckers, Helga i Pilanna, Börta Cornelius, Ingri Jutes och Börta Pärs blev halshuggna och brända.

## Eftermäle
Det gick många historier om Helga och hennes byxor, och de flesta handlade om att byxorna var magiska byxor som kunde flyga, och att Helga använde dem då hon flög till Blåkulla.
En av historierna var om Helgas piga. Pigan hade i smyg tagit på sig Helgas byxor, men knappt fått i ena benet, innan byxorna flög iväg med henne. Hon kom till en bondgård, där en gumma gräddade bröd. Pigan frågade var hon var, och gumman sade: "Vad är det för en vela, som mitt syskonbarn skickat, vet du ej, att detta är Holland. Här ska du få en bulle. Far hem med den och hälsa Elin, att hon tar bättre vård på sig och sitt." Gumman öppnade dörren, och pigan for tillbaka med hög fart till Sverige, där Helga skällde ut henne.